# Stictonanus
Stictonanus là một chi nhện trong họ Linyphiidae.

## Các loài
Các loài trong chi này gồm:
- Stictonanus exiguus Millidge, 1991
- Stictonanus paucus Millidge, 1991